# انرژی و علوم محیط زیست
علوم محیط زیست و انرژی یک مجله علمی پژوهشی دانشگاهی است که مقالات پژوهشی و مقالات اصلی (اولیه) را منتشر می کند. این مجله، کار متخصصان بین رشته ای در علوم بیوشیمی و علوم زیست شناسی و رشته های مهندسی شیمی را پوشش می دهد. علوم محیط زیست و انرژی توسط انجمن سلطنتی شیمی منتشر شده و سردبیر اصلی آن ژوزف هوپ (دانشگاه نورث وسترن، ایالات متحده آمریکا) است. 

## بیان کردن و نمایه سازی
براساس گزارش فهرست استراتژیک تامسون رویترز و خدمات چکیده‌های شیمی، این مجله در پایگاههی زیر نمایه می شود: 
- نمایه استنادی علوم
- سرویس خلاصه شیمی [۲]